# 25年目のキス
『25年目のキス』（にじゅうごねんめのキス、原題：Never Been Kissed）は、1999年のアメリカ映画。
ドリュー・バリモアが初めて製作総指揮を務めた作品。全米で初登場1位を記録し、5000万ドルを超えるヒットとなった。
Blu-ray版『ファイト・クラブ』のフェイクのメインメニューとして登場する。
ウィリアム・シェイクスピアの『お気に召すまま』からヒントを得て作られた作品である。

## ストーリー
新聞社のさえないコピーエディターをしていた25歳のジョジー・ゲラー（ドリュー・バリモア）は、初の記者仕事として、10代の実態リポートをするため、17歳と偽って高校に潜入する。高校時代の彼女は不人気なガリ勉女子だったが、第2の高校生生活も、はじめはドジをしたり、スクール・カーストの上位集団にいじめられたりとさんざんな始末で、ろくなレポートも送れない。ジョジーをサポートするため、ハワイ風雑貨店の店員をしながらも野球への夢を捨てられない弟ロブ（デイヴィッド・アークエット）も、同じ高校に偽装潜入する。すると、ロブがモテ男のため、ジョジーも人気者になる。しかしプロム・ナイトの夜、彼女はすべての真実を告白し、シェイクスピアを教える教師との愛のために、一切を記事にして、野球の試合の日に彼を待つ。

## キャスト
| 役名                             | 俳優                             | 日本語吹替 |
| -------------------------------- | -------------------------------- | ---------- |
| ジョジー・ゲラー                 | ドリュー・バリモア               | 松本梨香   |
| ロブ・ゲラー                     | デヴィッド・アークエット         | 林延年     |
| オーガスタス・“ガス”・ストラウス | ジョン・C・ライリー              | 大川透     |
| アルディス・マーティン           | リーリー・ソビエスキー           | 小島幸子   |
| サム・コールソン                 | マイケル・ヴァルタン             | 成田剣     |
| アニータ                         | モリー・シャノン                 | 寺内よりえ |
| ガイ・パーキンス                 | ジェレミー・ジョーダン           | 石田彰     |
| カースティン                     | ジェシカ・アルバ                 | 佐藤美智子 |
| キルスティン                     | マーリー・シェルトン             | 奥島和美   |
| ギビー                           | ジョーダン・ラッド               | 三浦智子   |
| リグフォート                     | ゲイリー・マーシャル             | 糸博       |
| マーキン                         | ショーン・ウェイレン             | 真殿光昭   |
| ジョージ                         | クレス・ウィリアムズ             | 天田益男   |
| シンシア                         | オクタビア・L・スペンサー        | 竹村叔子   |
| ジェイソン・ウェイ               | ジェームズ・エドワード・フランコ | 樫井笙人   |
| ロマノ                           | グレゴリー・スポーレダー         | 水野龍司   |
| ローダ                           | セーラ・デビンセンティス         | 荒井静香   |
| トレイシー                       | ケイティー・ランドール           | 橘ひかり   |
| トミー                           | ブランドン・ウィリアムズ         | 鉄野正豊   |
| ノックス先生                     | マーサ・ハケット                 | 磯辺万沙子 |
| ブレット                         | アレックス・ソロウィッツ         | 遠藤純一   |
| マッツ                           | チャド・クリスチャン・ヘイウッド | 岡田貴之   |
| パッカー                         | コーリー・ハーリクト             | 海老原英人 |
| ラーラ                           | マヤ・マクローリン               | 林佳代子   |
|                                  | デヴィッド・ダグラス             |            |
|                                  | マリッサ・ジャレット・ウィノカー |            |